# 君へのメロディー
『君へのメロディー』は、2010年10月9日公開の日本映画。

## 概要
記憶喪失の女性との切ないラブストーリー。監督は横井健司。主演は佐藤永典で今作が映画初主演となる。初日に池袋テアトルダイヤ短館公開以降、名古屋シネマスコーレでも公開。
2010年10月6日にはメイキングDVD『『君へのメロディー』メイキングDVD シュンの鼓動 Beat of 佐々木喜英』、『「君へのメロディー」メイキングDVD トキヤの呼吸 Breath of 佐藤永典』の2本が同時発売している。

## ストーリー
記憶喪失の紺野ユウと出会い惹かれる木下トキヤ。またトキヤは親友のシュン（桜木隼）の高校時代からの初恋を応援する。彼女が病院からをリハビリしつつ働く施設へ移ったことを聞いたトモヤは彼女への想いをあきらめきれず施設での手伝いをし、次第に惹かれていくのだが。

## キャスト
- 木下トキヤ - 佐藤永典
- 紺野ユウ（記憶喪失の少女） - 岡本玲
- 桜木隼（トキヤの親友） - 佐々木喜英
- 桐谷剛（施設の仲間） - 渋江譲二
- 長谷川皐月（施設の仲間） - 落合恭子
- 川野先生 - 貴山侑哉
- 梅島先生 - 江口のりこ
- 瀬良美津子（渡の妻） - 霧島れいか
- 瀬良渡（施設のオーナー） - 小木茂光

## スタッフ
- 製作 - 安西崇、磯山敦、多井久晃
- 製作・プロデューサー - 三木和史企画
- 統括 - 根岸悟、鷲頭哲郎
- プロデューサー - 片山武志、中村美香、三木和史
- 監督・編集 - 横井健司
- 脚本 - 佐藤有記
- 撮影 - 下元哲
- 録音 - 土屋和之
- 美術 - 山下修侍
- 音楽 - 遠藤浩二
- 助監督 - 佃謙介
- 制作担当 - 島根淳
- 衣装 - 天野多恵
- ヘアメイク - 宇都圭史
- ピアノ指導 - 増井めぐみ
- スチール - 西永智成
- メイキング - 佐藤吏
- 製作 - 日本出版販売、ポニーキャニオン、ビデオプランニング、ワコー
- 制作 - ビデオプランニング
- 配給 - 日本出版販売
- 宣伝 - 太秦

## 主題歌
- 『メトロノーム』sleepy.ab

作詞 - 成山剛 / 作曲 - 山内憲介、成山剛
アルバム『paratroop』収録曲。